# Claas Dominator
Claas Dominator ist eine Mähdrescher-Baureihe des Landmaschinenherstellers Claas in Harsewinkel. Mähdrescher mit dem Namen Dominator werden seit 1970 in verschiedenen Baureihen und Generationen verkauft, erster Drescher der Dominator-Reihe war 1970 der Dominator 80. Modelle der ab 1993 gebauten Mega-Baureihe erhielten teilweise den Beinamen Dominator.

## Geschichte
Die Baureihe Dominator wurde im Jahr 1970 mit dem Fünfschüttler-Drescher Dominator 80 vorgestellt, ihm folgte 1971 der Sechsschüttler-Drescher Dominator 100. Zur damaligen Zeit als Mähdrescher für große Betriebe konzipiert, wurden sie am Ende des Produktionszeitraums primär von kleineren und mittleren Betrieben nachgefragt. Erstmals wurden auf Wunsch ein hydrostatischer Fahrantrieb und eine Fahrerkabine angeboten. 1981 folgte der Dominator 116 CS (Cylinder-System). Dieser hat keine Schüttler mehr, sondern Walzen, die das Stroh nach hinten befördern. Zur besseren Unterscheidung vom ursprünglichen Dominator erhielt diese Baureihe ab 1986 den Namen Commandor und wurde bis 1995 gebaut.
Die zuerst angebotenen Modelle Dominator 80 und 100 wurden ab 1974 durch die sogenannte 5er-Baureihe abgelöst, die neuen Modelle wurden 85 und 105 genannt. Ab 1978 folgte die 6er-Baureihe, die Bezeichnung änderte sich dementsprechend in 86 und 106. Die 6er-Baureihe erhielt erstmals eine Ergänzung der Modellpalette nach unten; die Modelle Dominator 56, 66 und 76 wurden eingeführt. Sie haben einen kleineren Vierfachschüttler und kleinere Motoren. Zwischen den klassischen 80er- und 100er-Modellen Dominator 86 und 106 wurde der Dominator 96 platziert. Er hat wie der 106 einen aufgeladenen 150-PS-Motor (110 kW) und ist mit fünf Hordenschüttlern ausgerüstet.
1981 folgte die 8er-Baureihe. In der 8er-Baureihe wurden zunächst die kleinen Modelle Dominator 38 und 48 eingeführt, 1982 lösten die Modelle 58 und 68 ihre Vorgänger ab. Diese vier Modelle wurden bis 1987 gebaut. Die größeren Modelle ab Dominator 78 S bis hin zum Dominator 108 SL lösten ab 1985 die 6er-Baureihe ab, sie wiederum wurden durch die zweite Generation der 8er-Baureihe abgelöst. Während die Produktion der zweiten Generation der 8er-Baureihe für den Dominator 78 S schon 1992 endete, wurden die anderen Modelle noch bis 1998 gebaut. Ab 1998 folgten die VX-Modelle, die bis 2000 bzw. 2002 gebaut wurden. Die kleineren Modelle der 8er-Baureihe wurden ab 1987 durch die kleinen S-Modelle der 8er-Baureihe abgelöst. Mit Ausnahme des Dominator 38 S, dessen Produktion 1994 endete, wurden die anderen Drescher noch bis 2003 gebaut, der Dominator 68 S bis 2004.
Von 2004 bis 2011 verkaufte Claas die Drescher Dominator 130 und 150. Sie sind unterhalb des Ur-Modells Dominator 80 angesiedelt, aber mit deutlich modernerer Technik ausgestattet. Der Dominator 140 wurde noch bis 2014 verkauft. Auf dem indischen Markt wird der Dominator 40 Terra Trac angeboten, er basiert auf dem Crop Tiger, hat aber ein konventionelles tangentiales Dreschsystem mit vier Hordenschüttlern.

## Modellübersicht

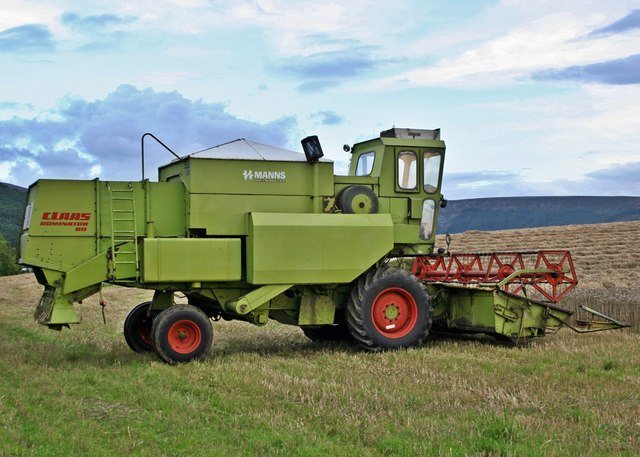
Dominator 80 (1970–74)
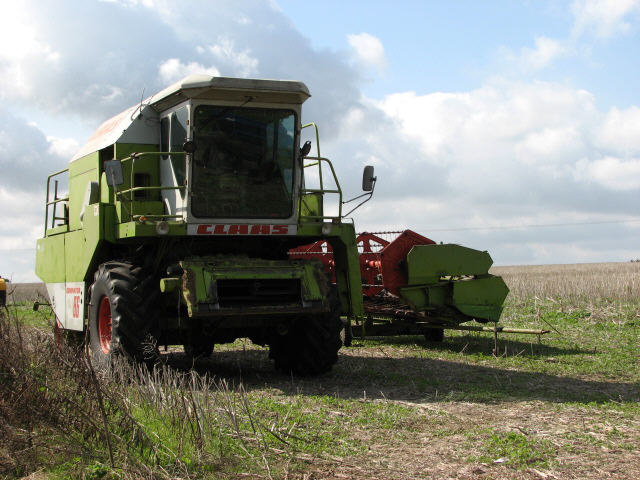
Dominator 86 (1980–85)
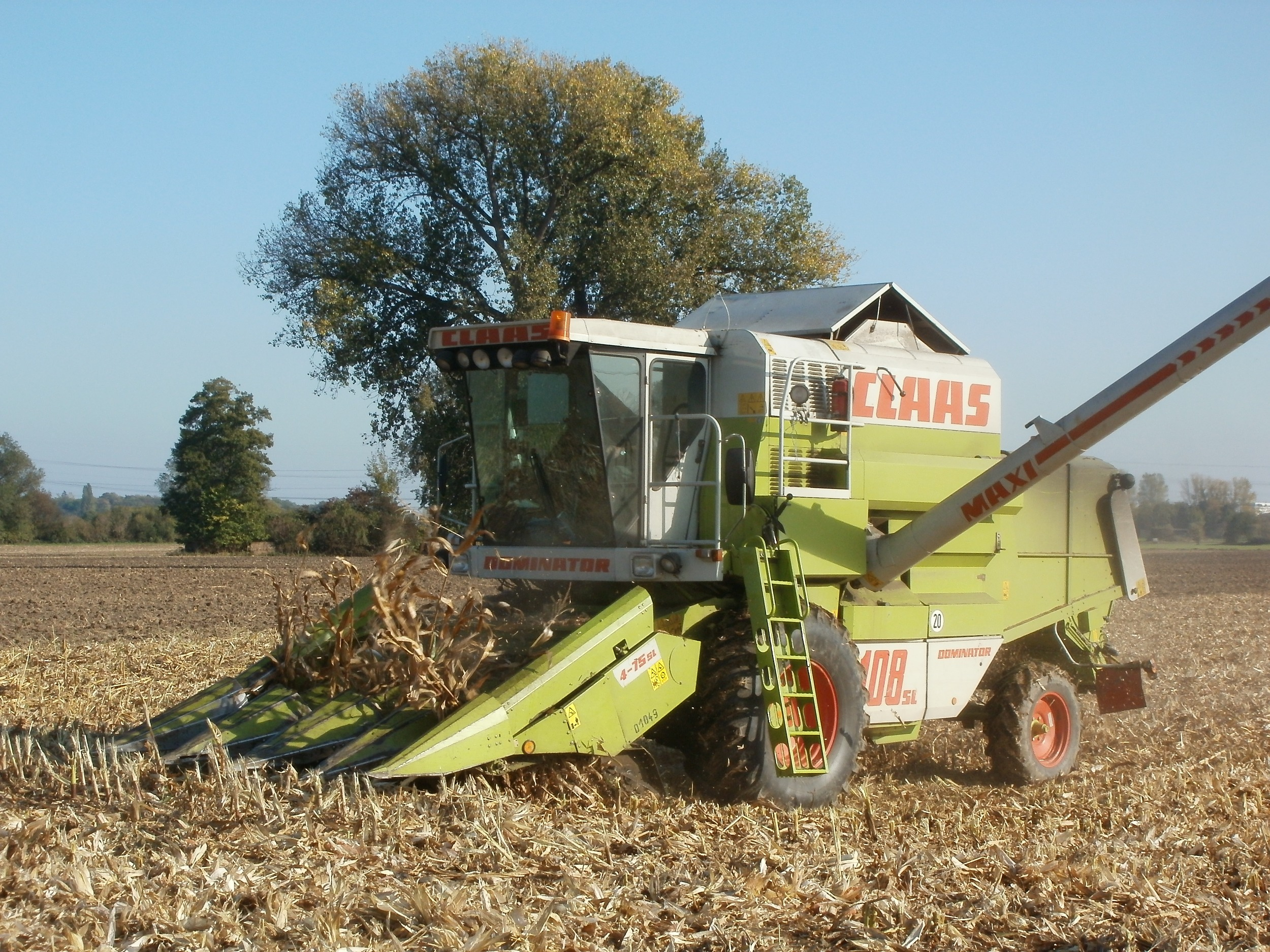
Dominator 108 SL (1985–89)
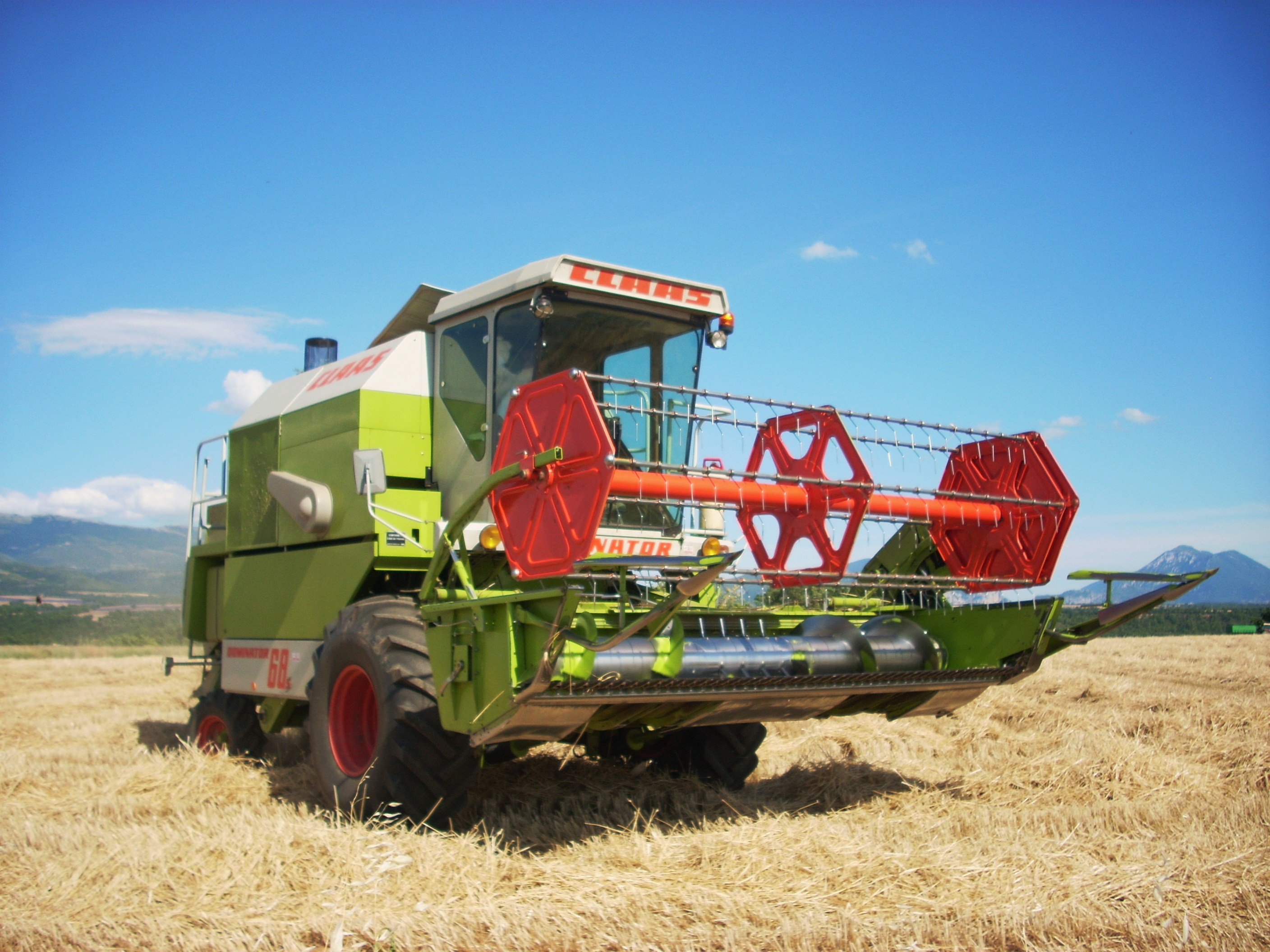
Dominator 68 S (1987–04)
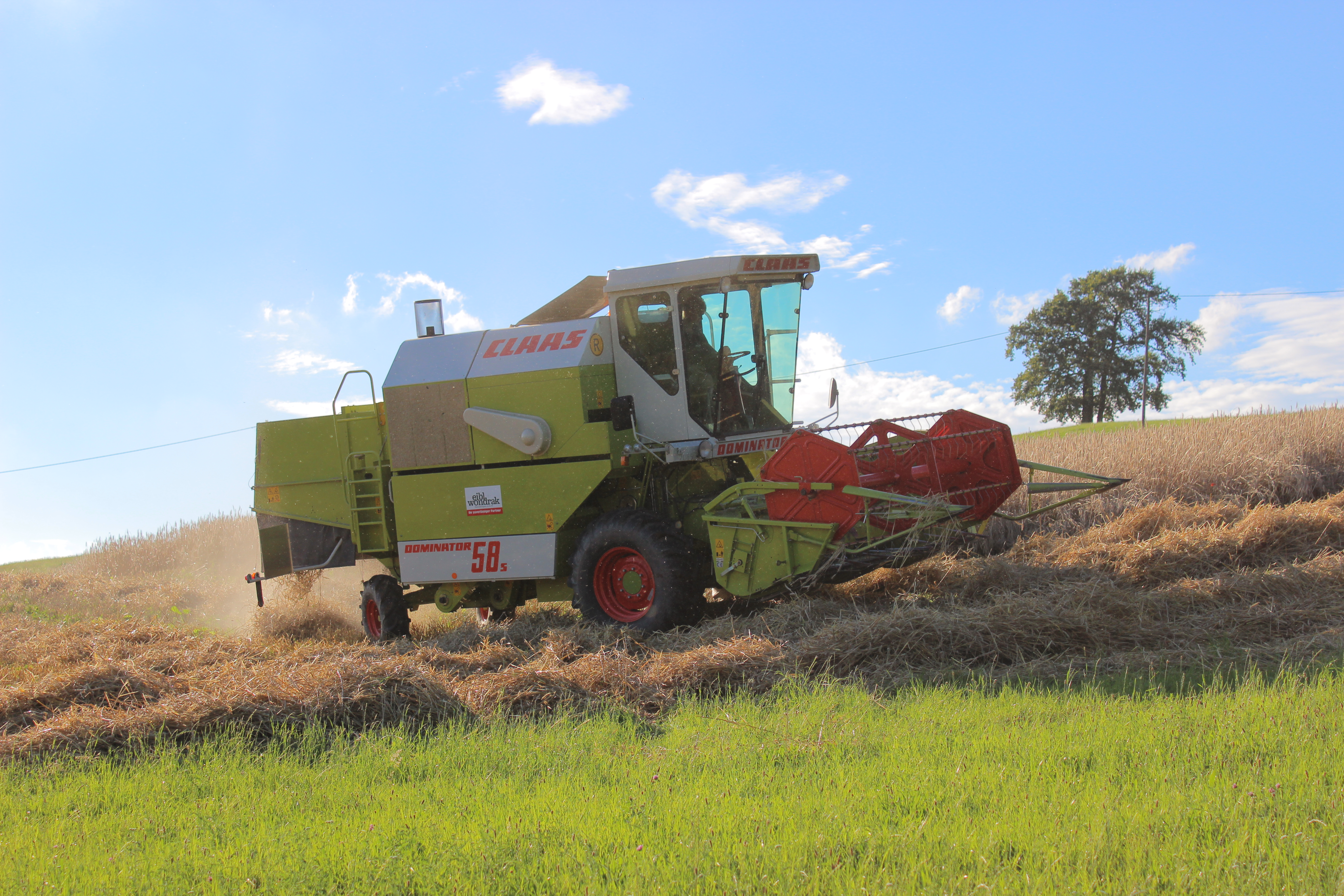
Dominator 58 S (1987–03)
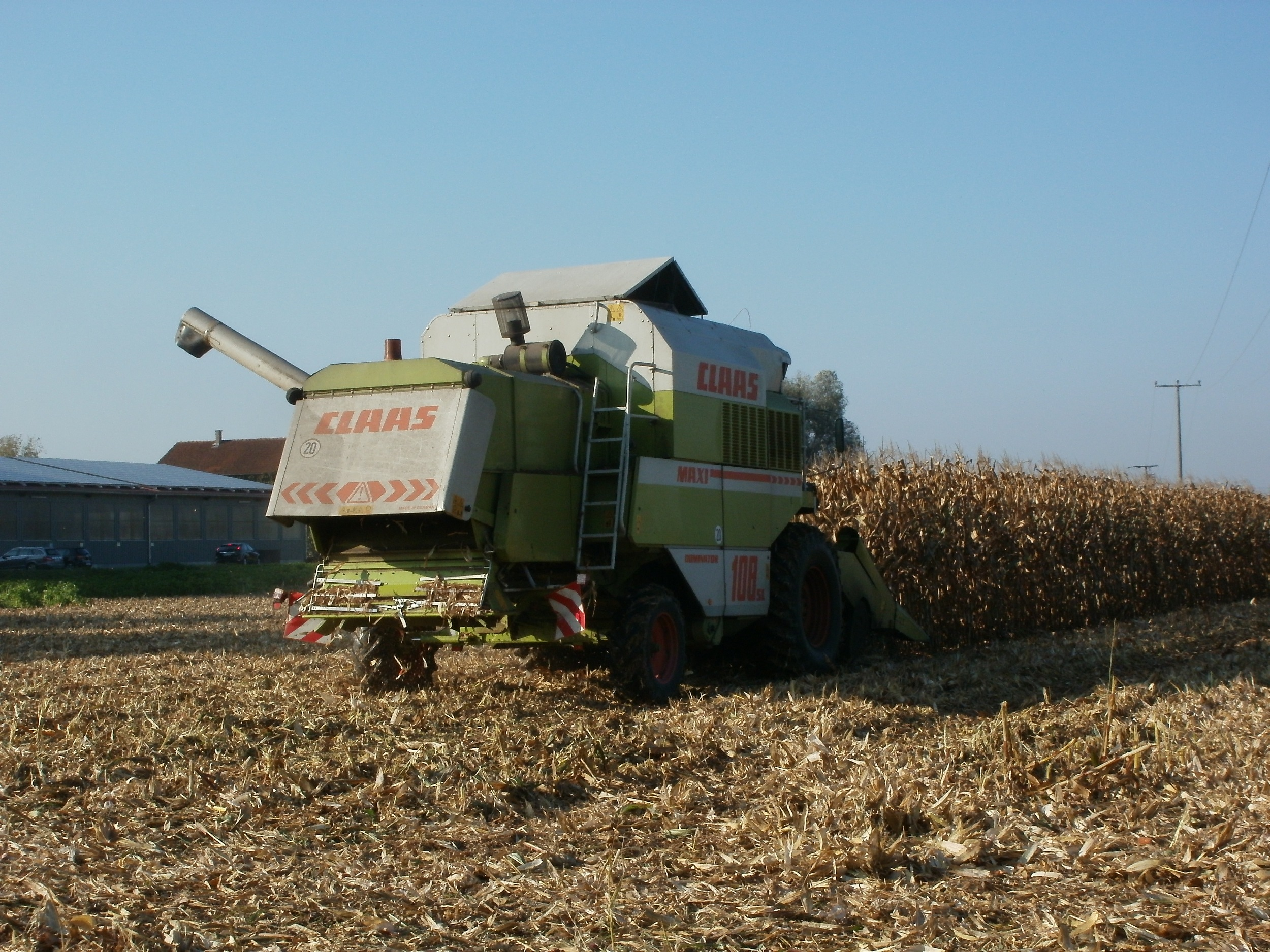
Dominator 108 SL (1985–89)
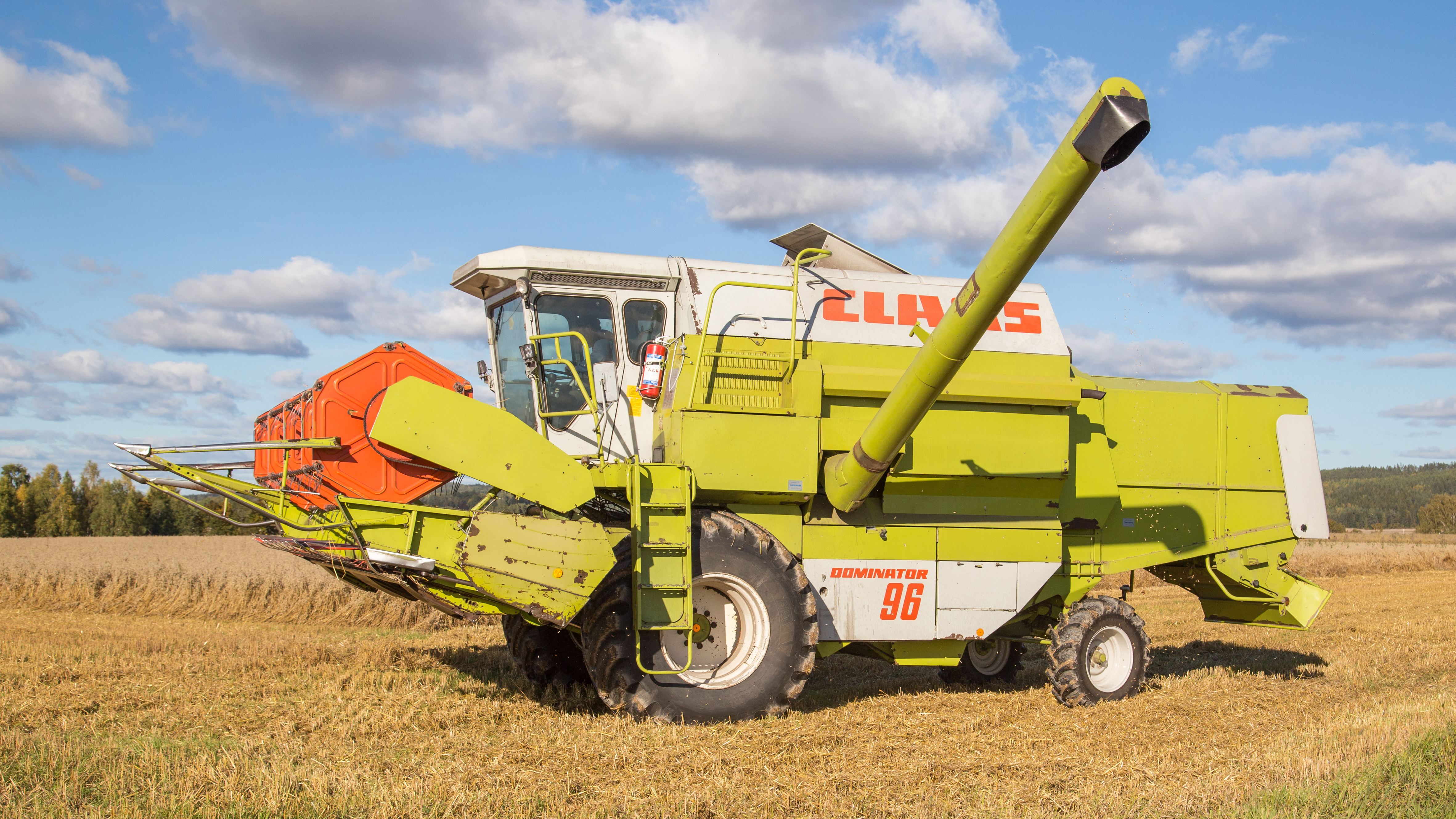
Dominator 96 (1978–85)

| Ur-Baureihe (1970–1974)                 | Ur-Baureihe (1970–1974) | Ur-Baureihe (1970–1974) | Ur-Baureihe (1970–1974)                                                     | Ur-Baureihe (1970–1974) | Ur-Baureihe (1970–1974) |
| Modell                                  | Restkornabscheidesystem | Arbeitsbreite in m      | Motorleistung bei Nenndrehzahl in kW (PS) nach EWG 80/1296, Hersteller, Typ | Korntankinhalt in l     | Bauzeit                 |
| --------------------------------------- | ----------------------- | ----------------------- | --------------------------------------------------------------------------- | ----------------------- | ----------------------- |
| DOMINATOR 80                            | 5 Schüttler             | 3,90-4,50               | zuerst 77 (105), dann 88 (120) oder 103 (140)                               | 3400                    | 1970–1974               |
| DOMINATOR 100                           | 6 Schüttler             | 5,10-5,70               | 125 (170)                                                                   | 5500                    | 1971–1974               |
| 5er-Baureihe (1974–1978)                |                         |                         |                                                                             |                         |                         |
| DOMINATOR 85                            | 5 Schüttler             |                         | 88 (120)                                                                    |                         | 1974–1980               |
| DOMINATOR 105                           | 6 Schüttler             |                         | 129 (175)                                                                   |                         | 1974–1979               |
| 6er-Baureihe (1978–1985)                |                         |                         |                                                                             |                         |                         |
| DOMINATOR 56                            | 4 Schüttler             | 2,70-3,90               | 63 (85)                                                                     | 2500                    | 1978–1982               |
| DOMINATOR 66                            | 4 Schüttler             | 3,00-3,90               | 78 (105)                                                                    | 2500                    | 1979–1982               |
| DOMINATOR 76                            | 4 Schüttler             | 3,00-4,50               | 89 (120)                                                                    | 4200                    | 1978–1985               |
| DOMINATOR 86                            | 5 Schüttler             | 3,90-5,00               | 89 (120)                                                                    | 4600                    | 1980–1985               |
| DOMINATOR 96                            | 5 Schüttler             | 3,90-5,10               | 110 (150)                                                                   | 5200                    | 1978–1985               |
| DOMINATOR 106                           | 6 Schüttler             | 4,50 - 5,10             | 146 (200)                                                                   | 6500                    | 1978–1985               |
| 8er-Baureihe, 1. Generation (1981–1990) |                         |                         |                                                                             |                         |                         |
| DOMINATOR 38                            | 3 Schüttler             |                         | 48 (65)                                                                     |                         | 1981–1987               |
| DOMINATOR 48                            | 4 Schüttler             |                         | 55 (75)                                                                     |                         | 1981–1987               |
| DOMINATOR 58                            | 4 Schüttler             |                         | 63 (85)                                                                     |                         | 1982–1987               |
| DOMINATOR 68                            | 4 Schüttler             |                         | 74 (100)                                                                    |                         | 1982–1987               |
| DOMINATOR 78 S                          | 4 Schüttler             |                         | 88 (120)                                                                    |                         | 1985–1990               |
| DOMINATOR 88 S                          | 5 Schüttler             |                         | 88 (120) oder 110 (150) oder 115 (156)                                      |                         | 1985–1990               |
| DOMINATOR 88 SL                         | 5 Schüttler             |                         | 110 (150) oder 115 (156) Perkins Motor                                      |                         | 1985–1989               |
| DOMINATOR 98 S                          | 5 Schüttler             |                         | 110 (150) Mercedes, OM 352                                                  | 5200                    | 1985–1990               |
| DOMINATOR 98 SL                         | 5 Schüttler             |                         | 110 (150) oder 125 (170) Mercedes,OM 352 A oder OM 360 oder OM 366 A        | 5200                    | 1985–1990               |
| DOMINATOR 108 S                         | 6 Schüttler             |                         | 132 (180 Mercedes, OM 360)                                                  | 7500                    | 1985–1990               |
| DOMINATOR 108 SL                        | 6 Schüttler             |                         | 162 (221) Mercedes, OM 421                                                  | 7500                    | 1985–1989               |
| 8er-Baureihe, 2. Generation (1987–2004) |                         |                         |                                                                             |                         |                         |
| DOMINATOR 38 S                          | 3 Schüttler             |                         | 55 (75), Perkins 4.236                                                      |                         | 1987–1994               |
| DOMINATOR 48 S                          | 4 Schüttler             |                         | 59 (80), Perkins 4.236                                                      |                         | 1987–2003               |
| DOMINATOR 58 S                          | 4 Schüttler             |                         | 63 (85) oder 74 (100) oder 77 (105)                                         |                         | 1987–2003               |
| DOMINATOR 68 S                          | 4 Schüttler             |                         | 74 (100) oder 77 (105) oder 85 (115) oder 92 (125)                          |                         | 1987–2004               |
| DOMINATOR 78 S Classic                  | 4 Schüttler             |                         | 91 (124)                                                                    |                         | 1990–1992               |
| DOMINATOR 78 SL Classic                 | 4 Schüttler             |                         | 118 (160)                                                                   |                         | 1990–1992               |
| DOMINATOR 88 S Classic                  | 5 Schüttler             |                         | 115 (156) oder 118 (160)                                                    |                         | 1990–1998               |
| DOMINATOR 88 SL Classic                 | 5 Schüttler             |                         | 118 (160)                                                                   |                         | 1990–1998               |
| DOMINATOR 88 SL Maxi                    | 5 Schüttler             |                         | 118 (160)                                                                   |                         | 1990–1998               |
| DOMINATOR 98 S Classic                  | 5 Schüttler             |                         | 119 (162)                                                                   | 5200                    | 1990–1998               |
| DOMINATOR 98 SL Classic                 | 5 Schüttler             |                         | 125 (170)                                                                   | 5200                    | 1990–1998               |
| DOMINATOR 98 SL Maxi                    | 5 Schüttler             |                         | 147 (200) Mercedes, OM 366 LA                                               |                         | 1988–1998               |
| DOMINATOR 108 S Classic                 | 6 Schüttler             |                         | 132 (180)                                                                   | 7500                    | 1990–1998               |
| DOMINATOR 108 SL Classic                | 6 Schüttler             |                         | 162 (221)                                                                   | 7500                    | 1990–1998               |
| DOMINATOR 118 SL Maxi                   | 6 Schüttler             |                         | 191 (260) Mercedes, OM 441                                                  | 7500                    | 1990–1998               |
| VX-Baureihe (1998–2002)                 |                         |                         |                                                                             |                         |                         |
| DOMINATOR 88 VX                         | 5 Schüttler             | 3,60-5,10               | 117 (159)                                                                   | 5200                    | 1998–2000               |
| DOMINATOR 98 VX                         | 5 Schüttler             | 4,50-5,10               | 132 (179)                                                                   | 6200                    | 1998–2000               |
| DOMINATOR 108 VX                        | 6 Schüttler             | 4,50-5,10               | 162 (221) Mercedes, OM 366 LA                                               | 8000                    | 1998–2000               |
| DOMINATOR 128 VX                        | 6 Schüttler             |                         | 193 (262)                                                                   | 8000                    | 1999–2002               |
| 100er-Baureihe (2004–2011)              |                         |                         |                                                                             |                         |                         |
| DOMINATOR 130                           | 4 Schüttler             |                         | 100 (136)                                                                   | 3200                    | 2004-                   |
| DOMINATOR 140                           | 4 Schüttler             | 3,20                    | 97 (132)                                                                    |                         | 2004–2014               |
| DOMINATOR 150                           | 4 Schüttler             |                         | 116 (158)                                                                   | 4000                    | 2004–2011               |
| 40er-Baureihe                           |                         |                         |                                                                             |                         |                         |
| DOMINATOR 40 Terra Trac                 | 4 Schüttler             | 2,415                   | 57                                                                          | 1700                    |                         |
| Quelle                                  |                         |                         |                                                                             |                         |                         |

## Technik
Alle Dominator-Mähdrescher sind selbstfahrende Schüttlermähdrescher, davon ausgenommen sind die Dominatoren mit Cylinder-System, die mit Abscheidezylindern anstatt Hordenschüttlern ausgestattet sind; sie wurden von Claas in Commandor umbenannt und von der Dominator-Baureihe abgespalten. Sie werden daher nicht im nachfolgenden Abschnitt thematisiert. Aufgrund der Produktvielfalt und der technischen Ähnlichkeit beschränkt sich der folgende Abschnitt auf einzelne Modelle, nicht aber auf die gesamte Dominator-Baureihe.

### Dominator 80
Der Dominator 80 hat serienmäßig ein Schneidwerk mit 4800 mm Arbeitsbreite, das sich automatisch an Bodenunebenheiten anpasst. Es ist hydraulisch in der Schnitthöhe zwischen −200 mm und +1400 mm stufenlos einstellbar. Die negative Höhe erlaubt es, das Schneidwerk auf dem Boden abzusetzen, was den Wechsel des Schneidwerks vereinfacht. Auch die Haspel in Pickup-Bauart ist hydraulisch stufenlos in der Höhe verstellbar, die Verstellung nach vorn und hinten erfolgt stufenweise und mechanisch. Die Haspel hat darüber hinaus eine stufenlose hydraulische Drehzahlverstellmöglichkeit und einstellbare Federzinken. Serienmäßig sind zwei dreiteilige und verstellbare Halmteiler am Schneidwerk angebracht, die sich an Bodenunebenheiten anpassen. Auf Wunsch waren auch andere Halmteiler lieferbar. Das gesamte Schneidwerk ist für kurze Rüstzeiten mit einer Schneidwerkschnellkupplung ausgestattet. Auf Wunsch waren auch Schneidwerke mit 3900 mm und 5100 mm Arbeitsbreite sowie ein vier- und ein sechsreihiger Maispflücker für den Dominator 80 erhältlich. Der Einzugskanal ist für unterschiedliche Fruchtsorten ausgelegt und muss nicht beim Wechsel des Schneidwerks umgebaut werden. Für das Schneidwerk konnte auch ein Schneidwerkswagen bestellt werden.
Die Dreschtrommel mit sechs Schlagleisten hat einen Durchmesser von 450 mm und eine Breite von 1320 mm, sie ist zwischen 460 min−1 und 1500 min−1 hydraulisch stufenlos regulierbar. Vor der Dreschtrommel ist eine vom Fahrerplatz aus zu öffnende Steinfangmulde platziert. Der Dreschkorb mit zehn Korbleisten ist mit Momentverstellung ausgestattet, sein Abstand kann so zur Dreschtrommel für unterschiedliche Fruchtsorten eingestellt werden. Der Dominator hat eine zweistufige Entgrannung, durch Zuschalten der ersten Entgrannerstufe wird der Dreschkorb um drei zusätzliche Korbleisten verlängert, die zweite Stufe erhöht die Reibung im Dreschkorb. Sowohl Dreschkorb als auch Dreschtrommel können zu Wartungszwecken ohne Abbau des Dreschwerkantriebes nach vorn aus dem Drescher ausgebaut werden.
Die Restkornabscheidung erfolgt mit fünf Hordenschüttlern, die je vier Fallstufen haben. Sie haben eine Schüttlerfläche von 5,15 m2 und eine Gesamtabscheidefläche von 5,95 m2. Die Siebe sind nach hinten aus dem Drescher herausnehmbar und können einzeln für verschiedene Fruchtsorten eingestellt werden. Für den Drusch an Hängen haben die Siebe längs zur Fahrtrichtung des Dreschers verlaufende Hangleitstege, die das seitliche Verrutschen des zu reinigenden Dreschgutes auf den Sieben verhindern. Der gesamte Siebkasten hat eine Breite von 1320 mm und eine Länge von 2650 mm, die Gesamtsiebfläche beträgt 3,5 m2. Zum Aufbau des zur Reinigung nötigen Luftstroms hat der Dominator 80 ein zweistufiges Tonnengebläse. Die Überkehrschneckenmulde und die Körnerschnecke sind für die Reinigung abklappbar. Das gereinigte Korn wird in einem Korntank mit 3,4 m3 Volumen auf dem Dach, hinter dem Motor des Dreschers gesammelt. Es wird mit einer Pfeife abgetankt, das vollständige Abtanken dauert rund 90 Sekunden.
Der Motor ist beim Dominator 80 nicht hinter dem Korntank, sondern direkt hinter dem Fahrerstand eingebaut. Grund dafür ist die Position der Dreschtrommel, die so als Bauteil mit dem höchsten Kraftbedarf nicht über einen komplizierten Riemenantrieb angetrieben werden muss. Als Motor wurde 1970 zunächst ein Reihensechszylinderdieselmotor  mit 105 PS (77 kW) eingebaut, später war ein leistungsfähigerer Reihensechszylinderdieselmotor mit Direkteinspritzung des Typs 6.372.4 von Perkins serienmäßig eingebaut, der aus 6,1 l eine Leistung von 120 PS (88 kW) schöpft. Auf Wunsch war auch der OM 352 A von Mercedes-Benz lieferbar, ebenfalls ein Reihensechszylinderdieselmotor. Dieser Motor mit 5,6 l Hubraum hat einen Abgasturbolader ohne Ladeluftkühler und leistet im Dominator 140 PS (103 kW). Alle Motoren sind wassergekühlt.
Vom Motor wird die Antriebskraft auf ein Dreiganggetriebe mit separatem Rückwärtsgang übertragen. Die Fahrgeschwindigkeit ist hydraulisch über einen Keilriemenvariator stufenlos zwischen 1,5 und 19,1 km/h einstellbar. Als Zusatzausrüstung wurde erstmals ein hydrostatischer Fahrantrieb angeboten. Angetrieben werden nur die Vorderräder. Anstatt der serienmäßigen Reifen in der Größe 18,4/15-30 AS waren auf Wunsch auch Reifen der Dimension 23,1/18-26 AS für den Dominator 80 lieferbar, damit erhöht sich die Breite in Transportstellung von 2790 mm auf 2970 mm. Die Bremse wirkt auf die Vorderräder und wird hydraulisch betätigt. Sie kann auch als Einzelradbremse eingesetzt werden, was die Wendigkeit des Dreschers erhöht. Gelenkt wird mit einer hydrostatischen Lenkung. Serienmäßig sind darüber hinaus auch Scheinwerfer, Rundumkennleuchten, Begrenzungsleuchten, Rückstrahler, Rückleuchten, eine Warnblinkanlage und Außenspiegel. Auf Wunsch war auch eine Fahrerkabine lieferbar.

### Dominator 58
Der Dominator 58 hat serienmäßig ein Schneidwerk mit einer Breite von 3000 mm, das eine automatische Bodenanpassung mittels Spiralfedern und Gleitkufen hat. Die Federn reduzieren den Bodenauflagedruck auf rund 0,49 kN, sodass die Kufen das Schneidwerk passend über den Boden gleiten lassen. Die Schnitthöhe ist hydraulisch zwischen −84 mm und +864 mm einstellbar. Zur Serienausstattung gehören zwei dreiteilige und einstellbare, beweglich aufgehängte Halmteiler, darüber hinaus hat das Schneidwerk zehn Federstahl-Ährenheber und schneidet die Frucht mit zwei Mähmessern. Der Abstand zwischen Mähbalken und Einzugsschnecke beträgt 620 mm. Dadurch soll verhindert werden, dass Lagergetreide eingezogen wird, bevor es abgeschnitten ist. Die Finger der Einzugsschnecke lassen sich an verschiedene Fruchtsorten anpassen, der Schrägförderer hat drei Ketten mit aufgeschraubten Förderleisten. Die Haspel mit gesteuerten Federzinken ist sechsteilig, ihre Drehzahl ist zwischen 12 min−1 und 48 min−1 mit einem Keilriemen-Regeltrieb einstellbar. Darüber hinaus kann sie in der Höhe hydraulisch verstellt werden, in der Waagerechten mechanisch. Auf Wunsch wurde auch eine hydraulische Haspelverstellung in der Waagerechten in den Dominator 58 eingebaut. Anstatt des Standardschneidwerkes war auch ein Schneidwerk mit 3600 mm Schnittbreite für den Dominator 58 lieferbar, das auf einem Schneidwerkswagen transport wird.
Vor der Dreschtrommel ist eine Steinfangmulde eingebaut, die nach vorn hin entleerbar ist, sie kann nicht vom Fahrerstand aus bedient werden, um sie zu entleeren, ist aber kein Werkzeug notwendig. Die Dreschtrommel hat einen Durchmesser von 450 mm und eine Breite von 1060 mm, sie kann stufenlos über einen hydraulischen Regeltrieb zwischen 650 min−1 und 1500 min−1 eingestellt werden. Der Dreschkorb mit zwölf Korbleisten kann vom Fahrerstand aus in seinem Abstand zur Dreschtrommel angepasst werden (Momentverstellung). Die zweistufige Entgrannung wird nicht vom Fahrerstand aus, sondern von außerhalb des Dreschers mit zwei Hebeln bedient, der Dreschkorb wird dabei um zwei Entgrannerklappen erweitert. Für die Wartung und Reinigung von Dreschkorb und -trommel sind Inspektionsklappen am Drescher angebracht.

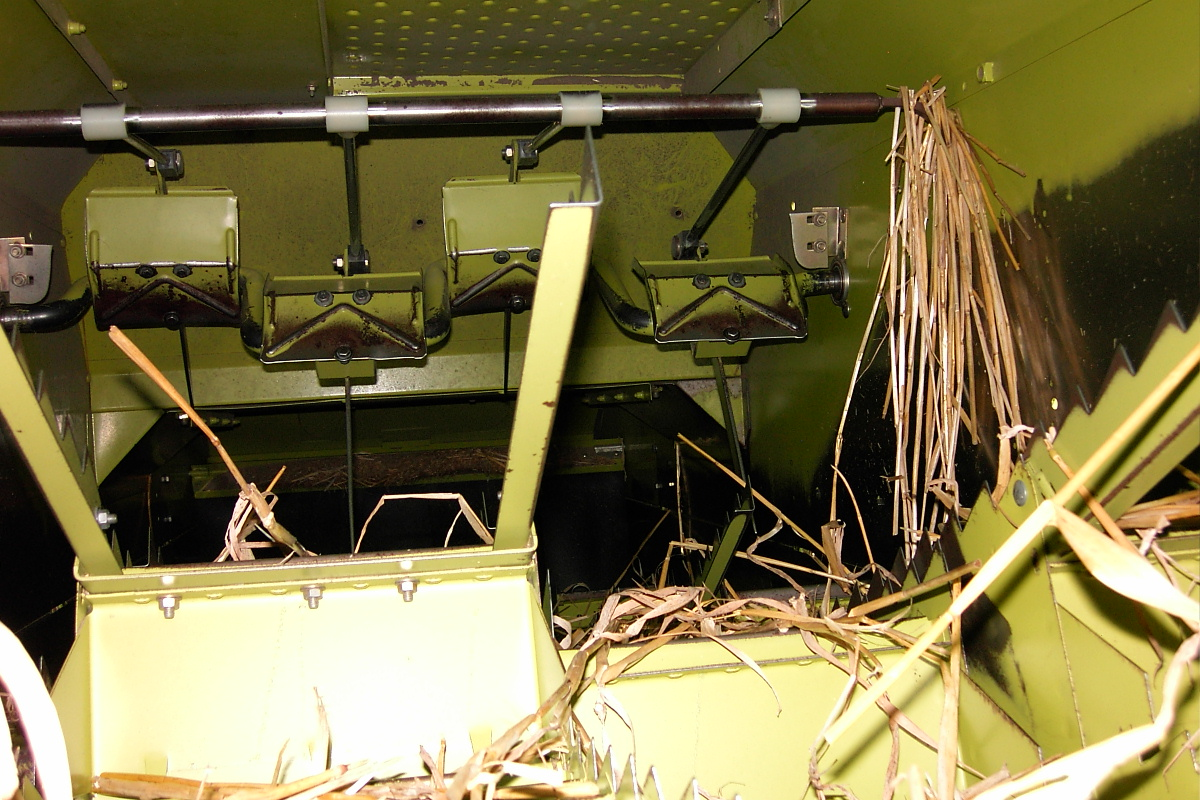
Hordenschüttler

Die Restkornabscheidung erfolgt mit vier Hordenschüttlern, die vier Fallstufen haben. Die Schüttler haben die Maße 1060 mm × 3900 mm, die Schüttlerfläche beträgt so knapp 4,15 m2, die Gesamtabscheidefläche 4,80 m2. Über den Schüttlern sind Raffzinken angebracht. Das abgeschiedene Korn fällt zunächst in Rücklauftaschen und von dort zum Vorbereitungsboden. Wenn der Schüttler verstopft ist, wird der Drescherfahrer akustisch gewarnt. Auf dem Vorbereitungsboden, der mit Hangstegen das Korn gegen seitliches Verrutschen sichert, wird das zu reinigende Korn verteilt und fällt von dort auf das Obersieb. Die leichtere Spreu und Strohreste werden vom Tonnengebläse weggeblasen. Das Gebläse ist stufenlos über einen Regeltrieb einstellbar. Das ausgedroschene Korn fällt auf das untere Lamellensieb. Die Gesamtsiebfläche beträgt 3 m2. Lamellensieb und Obersieb sind über Stangen für verschiedene Fruchtstorten einstellbar. Für einen ausgewogenen Luftstrom sorgen Leitbleche, die auch das gründliche Aussieben bei Fahrten am Hang gewährleisten sollen. Dadurch, dass die Siebe in gegenläufige Richtungen geschüttelt werden, wird ein Masseausgleich erzielt. Unausgedroschene Halmteile werden mit der Überkehr zur Dreschtrommel zurückgefördert. Sowohl Korn-, als auch Überkehrschnecke sind über Reinigungsklappen erreichbar. Der Korntank fasst 27 hl Korn, was einer Masse von 2,2 t Weizen entspricht. Der Korntank ist hinter dem Fahrerstand aufgebaut, er wird mit einer mechanisch bewegbaren Abtankpfeife, die in der Höhe verstellbar ist, abgetankt. Dies soll in „Minutenschnelle“ möglich sein.
Angetrieben wird der Dominator 58 von einem Perkins A4.248, einem Reihenvierzylinderdieselmotor mit Direkteinspritzung und Wasserkühlung, der aus rund 4,1 l Hubraum eine Leistung von 63 kW schöpft. Der Motor ist hinter dem Korntank aufgebaut. Der Motor kann von einer Serviceplattform auf dem Dach des Dominators gewartet werden. Seine Kühlluft wird durch einen Kühleransaugkorb angesaugt, der den Kühler vor dem beim Dreschen anfallenden Staub schützt. Der Kraftstofftank hat ein Fassungsvermögen von 200 l. Die Vortriebskraft wird vom Motor über eine Einscheibentrockenkupplung auf ein mechanisches Dreiganggetriebe mit separatem Rückwärtsgang übertragen. Die Fahrgeschwindigkeit wird in den einzelnen Gängen über einen Keilriemen-Regeltrieb hydraulisch eingestellt. Gebremst wird der Drescher mit einer hydraulisch betätigten Innenbackenbremse, die auf die Vorderräder wirkt. Sie kann auch als Lenkbremse eingesetzt werden. Die Hinterräder werden hydraulisch gelenkt. Anstatt der serienmäßigen Bereifung war auf Wunsch auch eine Bereifung mit größerer Auflagefläche bestellbar.

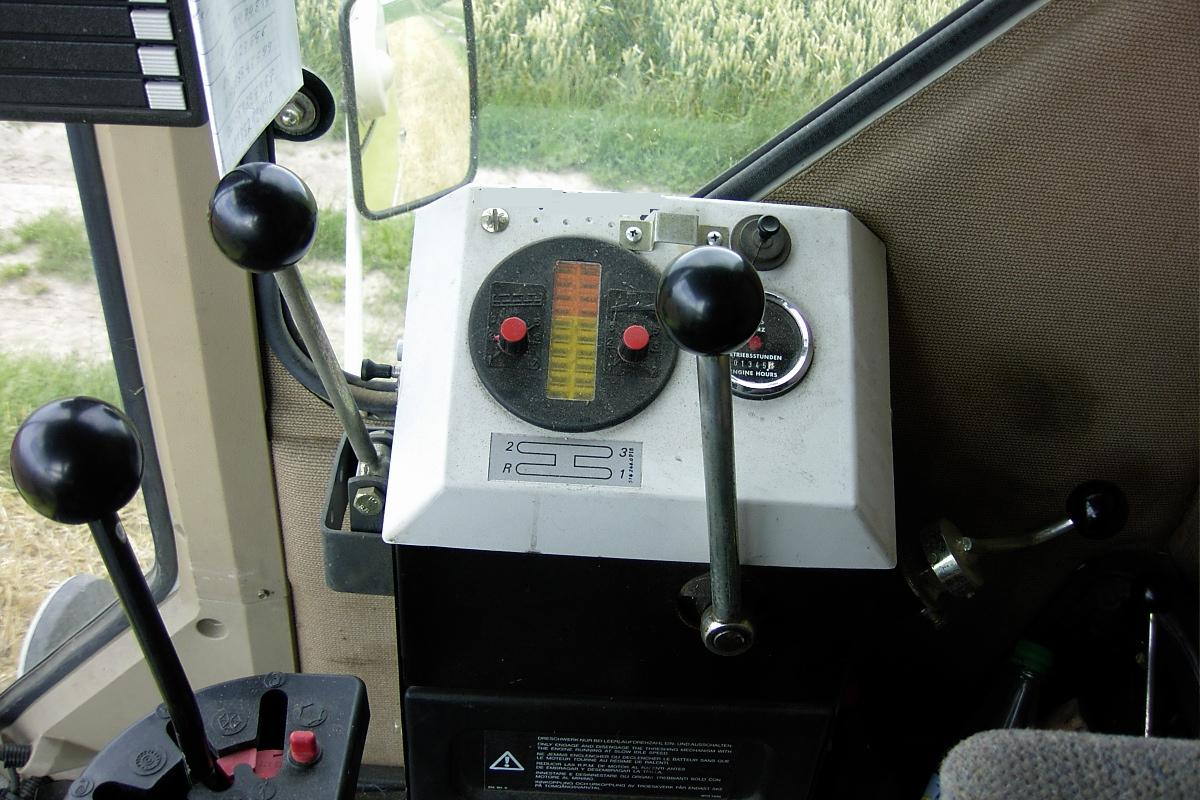
Optionale Anzeige für die Durchsatzkontrolle

Weitere Sonderausstattungen waren entweder ein Sonnendach oder eine Fahrerkabine (Siehe Bild in der Infobox rechts), ein Strohhäcksler und Zusatzscheinwerfer. Darüber hinaus war eine elektronische Funktions- und Durchsatzkontrolle für den Dominator 58 erhältlich.